# Улица Козлова (Апатиты)
Улица Козлова — одна из улиц Апатитов. Названа в честь ученого-геолога, доктора геолого-минералогических наук Евгения Константиновича Козлова.

## История
Первые здания улицы Западной (Козлова) были построены в конце 60-х годов. Во время масштабной прокладки дорог в Апатитах была построена дорога до Промышленной улицы.
В 1974 году улица Западная в городе Апатиты была переименована в улицу имени ученого-геолога Е. К. Козлова.

## Расположение улицы
Расположена улица в западной части города, проходя с востока на запад.
Начинается улица от перекрёстка улиц Энергетической, Московской и Ферсмана. Далее идёт, делая дугу вокруг зданий, и доходит до большого перекрёстка улиц Ферсмана, Пригородной и Строителей, где и заканчивается.

## Пересекает улицы
- ул. Зиновьева
- ул. Московская
- ул. Промышленная
- ул. Ферсмана
- ул. Энергетическая

## Здания
- № 2 — Полярная опытная станция.
- № 6 — Паспортный стол, ОВД Апатиты, Судебные участки мировых судей.
- № 7а — Станция технического контроля, ООО Хибины Транс
- № 8 — Мончегорское ДРСП, участок № 4
- № 9а — «Автомаркет».
- № 10 — ТЦ «Май».
- № 11а — Детский сад «Аленушка».
- № 19а — Детский сад «Колокольчик».
- № 25 — ООО МастерСтройСервис.
- № 25а — Детский сад «Игрушка».

## Транспорт
По улице ходит автобусный маршрут № 8.